# أوسكار جيربر
أوسكار جيربر هو منافس ألعاب قوى سويسري، ولد في 1919.

## وصلات خارجية
- أوسكار جيربر على موقع أوليمبيديا (الإنجليزية)